# Urszula Dudziak
Urszula Dudziak (Bielsko-Biała, 22 ottobre 1943) è una cantante polacca di musica jazz.
Ha lavorato con molti artisti tra i quali Krzysztof Komeda, Michał Urbaniak (suo ex-marito), Gil Evans, Archie Shepp, e Lester Bowie. La sua canzone più nota, Papaya, ha riscosso successo in Brasile, essendo stata scelta come sigla di apertura della fortunata telenovela Anjo Mau.
La figlia che ha avuto con Michał Urbaniak, Mika Urbaniak, è una cantante pop e jazz di successo in Polonia.

## Discografia

### Album
- Urbaniak's Orchestra (1968)
- Newborn Light (1972)
- Paratyphus B (1973)
- Super Constellation (1973)
- Atma (1974)
- Inactin (1975)
- Urszula (1976)
- Midnight Rain (1977)
- Urbaniak (1977)
- Future Talk (1979)
- Magic Lady (1980)
- Ulla (1982)
- Sorrow Is Not Forever...But Love Is (1983)
- Magic Lady (1989)
- Jazz Unlimited (1993)
- Journey, Saturation (1994)
- And Life Goes On (2002)
- Painted Bird (2003)
- Forever Green - Zawsze Zielona (2008)
- Urszula Dudziak Superband - Live at Jazz Cafe (2009)